# Lincoln Alexander
Lincoln MacCauley Alexander (ur. 21 stycznia 1922 w Toronto, zm. 19 października 2012 w Hamilton) – kanadyjski polityk Partii Progresywno-Konserwatywnej, gubernator porucznik, minister.

## Działalność polityczna
W okresie od 25 czerwca 1968 do 28 maja 1980 reprezentował okręg wyborczy Hamilton West w kanadyjskiej Izbie Gmin. Od 4 czerwca 1979 do 3 marca 1980 był ministrem pracy w rządzie premiera Clarka. Od 20 września 1985 do 7 grudnia 1991 był gubernatorem porucznikiem prowincji Ontario.